# Belladonna (gruppo musicale)
I Belladonna sono un gruppo musicale italiano fondato da Luana Caraffa e Dani Macchi.
Una delle band più ascoltate al mondo su MySpace, due brani del loro primo album autoprodotto Metaphysical Attraction entrano nei ballot dei Grammy Award del 2009. Hanno pubblicato sei album e vari singoli, incluso Let There Be Light, scritto e registrato con il compositore inglese Michael Nyman. Sono andati in tour in tutto il mondo, hanno suonato a SXSW e hanno condiviso il palco con Nine Inch Nails, Siouxsie and the Banshees, Korn, e Dita Von Teese.
La musica dei Belladonna è stata utilizzata nei trailer di molti film hollywoodiani, tra cui Minions, Fantastic 4, Split, Godless, La Torre Nera, Black Panther, e Fahrenheit 11/9 di Michael Moore. Il 17 marzo 2021 diventano i primi artisti italiani a pubblicare un singolo come NFT.

## Storia

### Formazione
Sono formati il 14 febbraio del 2005 a Roma da Luana Caraffa e Dani Macchi, autori di tutti i brani, dalle ceneri di un gruppo precedente: Zoo di Venere, conosciuto per aver avuto il loro brano Killer inserito nella colonna sonora del film Ricordati di me di Gabriele Muccino.

### Metaphysical Attraction(2005-2008)
Nel corso dei mesi successivi scrivono e registrano alcune canzoni, undici delle quali vengono pubblicate nel loro primo album Metaphysical Attraction in cui la band esplora temi legati alla morte, al mistero, alla reincarnazione e al paranormale riconducibile a quello che è definito rock noir
A pochi mesi dall'apertura del loro profilo su Myspace nel 2005, diventano il gruppo italiano del momento con più ascolti subito dopo i Lacuna Coil si piazzano inoltre nella Top 100 degli artisti autoprodotti più popolari del social network.
La notorietà del gruppo l'anno successivo cresce quando vengono intervistati dalla rivista Rolling Stone Italia che dedica loro un servizio. All'inizio del 2007 la rete televisiva italiana LA7 parla della fama dei Belladonna in un servizio che li descrive come «la band italiana più ascoltata su Myspace».
Nell'agosto del 2007 girano a Berlino, in Germania, il video del brano Mystical Elysian Love, che successivamente raggiunge il 73º posto nella classifica di YouTube dei video più visti nello stesso giorno della pubblicazione.
A novembre 2007 sono gli headliner musicali dell'Erotica 2007 al Grand Hall di Londra, dove dividono il palco con la modella glamour Dita Von Teese. Il pubblico che ha partecipato all'evento è stato stimato intorno alle 100 000 persone.
Sempre nel 2007 due canzoni dell'album d'esordio, Black Swan e Foreverland, vengono nominate nel ballot per i Grammy Awards 2008 come Best Rock Performance By A Duo Or Group With Vocals (categoria 16); Foreverland è nominata anche come Best Rock Song (categoria 20). Lo stesso pezzo verrà poi inserito in Style Rock 2, la compilation di Virgin Radio uscita a fine febbraio 2009.

### The Noir Album(2008-2010)
Nel novembre del 2007 i Belladonna collaborano con Sylvia Massy, produttrice di Tool, Skunk Anansie e Johnny Cash, ai Radiostar Studios negli Stati Uniti per registrare The Noir Album, secondo lavoro della band, pubblicato il 6 marzo del 2009 dalla loro etichetta e commercializzato da Venus distribuzione.
Il primo singolo estratto da The Noir Album, Till Death Do Us Part, è il singolo della settimana su Virgin Radio Italia nell'aprile 2009, raggiungendo la 14ª posizione. Nel maggio del 2009 dividono la copertina della rivista statunitense Muen Magazin con i Lacuna Coil. Da fine giugno 2009 A Manhattan Tale è in rotazione su Radio Uno Rai e su Virgin Radio Italia.
Nel settembre del 2008 aprono il concerto degli Scars on Broadway al Rolling Stone di Milano.
Nel novembre dello stesso anno, al Palazzo delle Esposizioni di Roma, Luana e Dani sonorizzano dal vivo in due serate il capolavoro del film horror muto Nosferatu il vampiro di Friedrich Wilhelm Murnau (1922). Verso la metà del mese di dicembre vengono invitati a Dubai al Dubai Film Festival per proporre la sonorizzazione nella sezione Rhythm & Reels.
Nel marzo dell'2009 i Belladonna si esibiscono al The Key Club di Los Angeles e al SXSW Festival di Austin in Texas.
Il 15 giugno 2009 i Belladonna sono special guest degli Staind all'Alcatraz di Milano. Il 26 giugno suonano con i Duff McKagan's Loaded (supergruppo di cui fa parte l'omonimo musicista dei Guns N' Roses) a Pinarella di Cervia, e il 27 giugno con Mars Volta, Korn e Nine Inch Nails all'Idroscalo di Milano.
Il 16 ottobre 2009, suonano al Fonda Theater di Los Angeles assieme a Afterhours, Linea 77 e Le Vibrazioni.
In novembre, un club tour per la Gran Bretagna supporta l'ultima uscita discografica, con esibizione principale a Londra al Relentless Garage il 26 novembre 2009.
Seguono altri due tour in Gran Bretagna in aprile e in luglio 2010.

### Let There Be Lightcon Michael Nyman (2010)
Nel dicembre 2010 i Belladonna pubblicano Let There Be Light, un singolo scritto in collaborazione con il compositore inglese Michael Nyman e basato sulla sua The Heart Asks Pleasure First dalla colonna sonora del film di Jane Campion Lezioni di piano. Lo stesso Nyman suona il piano nel brano.
Il gruppo viene menzionato nell'autobiografia di Vince Neil dei Mötley Crüe, uscita il 23 settembre 2010, come una delle principali band che, assieme a Nine Inch Nails, Moby e Marilyn Manson, si sono ispirate ai Motley Crue in anni recenti.

### And There Was Light(2011-2012)
Nel novembre 2010 la band registra il terzo album And There Was Light a Los Angeles, con la produzione artistica di Dani Macchi e con l'aiuto del produttore nominato ai Grammy Alex Elena e dell'ingegnere del suono di Metallica (album) dei Metallica Mike Tacci, e mixato da Macchi nello studio della band a Roma.
L'album viene pubblicato nel maggio 2011 per loro etichetta su iTunes in tutto il mondo, dove entra nella Top 100 di iTunes Italia la stessa settimana della sua uscita, e raggiunge il primo posto nella classifica mondiale degli album rock più venduti in tutto il mondo su CD Baby
Nel dicembre 2011 i Belladonna vengono invitati dal critico musicale di La Repubblica, Ernesto Assante al Music Corner di RepubblicaTV
Dopo aver chiuso il 2011 con una data nella loro città natale Roma i Belladonna aprono il 2012 con una tournée europea che, partendo da Milano, li vede girare tra Svizzera, Repubblica Ceca, Austria, Germania, Lussemburgo e Olanda.
Nel gennaio 2012 sono intervistati in diretta a RaiNews da Lorenzo Di Las Plassas dove la Luana Caraffa spiega il significato di rock noir e dal settimanale Rolling Stone

### Il singoloSweet Child o' Mine(2013)
Nel marzo 2013 i Belladonna fanno uscire su iTunes, e sul loro SoundCloud ufficiale come download gratuito, la loro versione del brano dei Guns N' Roses Sweet Child o' Mine.

### Shooting Dice With God(2013)
Il 22 aprile 2013 i Belladonna pubblicano il loro quarto album Shooting Dice With God. Il video del primo singolo tratto dall'album, Karma Warrior, viene presentato in anteprima esclusiva sul sito di Rolling Stone.
La band parte subito in tour in Europa per promuovere il nuovo album.
Il 26 febbraio 2014 Belladonna suonano uno showcase da headliner al Borderline di Londra

### Il singoloUndress Your Soul(2015)
Il 10 giugno 2015 i Belladonna pubblicano Undress Your Soul brano scritto e prodotto in collaborazione con il compositore di musica da film Pasquale Catalano, basato sulla sua musica della serie tv Romanzo criminale - La serie. Il videoclip del brano è presentato in anteprima sul sito del quotidiano La Repubblica's website

### The God Belownello spot tv del filmMinions(2015)
Nel luglio 2015 il brano dei Belladonna The God Below viene utilizzato per sonorizzare lo spot tv internazionale Cinquanta Sfumature di Giallo del film d'animazione Minions.

### The Orchestral Album(2016)
Il 23 marzo 2016 la band pubblica The Orchestral Album, 10 brani del loro catalogo ri-arrangiati e registrati con un'orchestra sinfonica composta dai musicisti abituali di Ennio Morricone e diretta dall'arrangiatrice e direttrice d'orchestra kazaka Angelina Yershova, che ha co-prodotto artisticamente l'album con Dani Macchi, chitarrista e produttore artistico di tutti gli album dei Belladonna.

### The Belladonna Soundscape Collection Vol.1(2017)
Nel 2017 i Belladonna pubblicano The Belladonna Soundscape Collection Vol.1, una raccolta riservata all'industria cinematografica di oltre 200 brani strumentali che usano esclusivamente elementi tratti dai loro 5 album. Nello stesso anno brani di questa raccolta vengono utilizzati nei trailer e tv spot di film hollywoodiani come Split, Rachel e La torre nera. Alla band viene in seguito commissionato di scrivere musica per il trailer del film della Marvel Black Panther, uscito a ottobre 2017.

### Spiders of Gomorrahnel trailer di una serie Netflix (2017)
Il 24 Novembre 2017 esce il singolo Spiders of Gomorrah che viene incluso nel trailer della serie TV di Netflix Godless.

### Il chitarrista della band aThe Voice of Italye nel trailer diFahrenheit 11/9di Michael Moore (2018)
Nella primavera del 2018 il chitarrista della band Dani Macchi viene invitato dalla cantante dei Lacuna Coil Cristina Scabbia a partecipare come "vocal coach" del suo team al programma RAI The Voice Of Italy, del quale Cristina Scabbia è uno dei coach dell'edizione del 2018.
Il 21 settembre 2018 esce negli USA Fahrenheit 11/9, il cui trailer internazionale include un'interpretazione chitarristica dell'inno americano The Star Spangled Banner suonata da Dani Macchi dei Belladonna.

### No Star Is Ever Too Far(2019)
A fine Gennaio 2019 la band pubblica il suo sesto album No Star Is Ever Too Far. Tre dei suoi brani sono stati sincronizzati in film e trailer internazionali: The Turing Sniper è - nella sua versione in Italiano intitolata Killer - nel film Ricordati di Me di Gabriele Muccino, Black Beauty è nel documentario di Michael Moore Fahrenheit 11/9, e We Belong To Hell è inclusa nello spot tv internazionale del thriller Mia Cugina Rachel.

### Il singoloNew Future Traveloguemesso all'asta come NFT (2021)
Il 17 marzo 2021 i Belladonna mettono all’asta il loro singolo New Future Travelogue come NFT, diventando i primi artisti in Italia a vendere un brano musicale in copia unica come NFT, e i primi al mondo a includere nell’NFT i diritti del brano.

### La collaborazione con Carlo Rovelli (2022)
Nel novembre 2022 i Belladonna pubblicano il singolo Nothing Shines Unless It Burns con il fisico e saggista Carlo Rovelli. Il singolo viene anche messo all'asta in copia unica come NFT. Nell'ottobre 2023 il brano viene incluso nel ballot dei Grammy Awards nella categoria Best Rock Performance.

## Formazione
- Luana Caraffa – voce
- Dani Macchi – chitarra elettrica
- Martina Petrucci - pianoforte
- Taya Angelini – basso
- Mattia Mari – batteria

## Discografia

### Album in studio
- 2006 - Metaphysical Attraction (Belladonna/Venus)
- 2009 - The Noir Album (Belladonna/Venus)
- 2011 - And There Was Light (Belladonna/Venus)
- 2013 - Shooting Dice With God (Belladonna/Goodfellas)
- 2016 - The Orchestral Album (Belladonna)
- 2019 - No Star Is Ever Too Far (Belladonna)

### Singoli
- 2008 - Foreverland - Viene inserito in Style Rock 2, compilation di Virgin Radio Italia uscita a fine febbraio 2009.
- 2009 - 'Till Death Do Us Part - singolo della settimana su Virgin Radio Italia.[34]
- 2009 - A Manhattan Tale - A fine giugno 2009 entra nella programmazione di Radio Rai Uno e Virgin Radio Italia.[75][76]
- 2010 - Let There Be Light - Realizzato in collaborazione con il compositore inglese Michael Nyman e basato sulla sua colonna sonora del film Lezioni di piano. Lo stesso Nyman suona il piano nel brano.[45]
- 2013 - Sweet Child o' Mine - Cover del brano dei Guns N' Roses.[77]
- 2015 - Undress Your Soul - Realizzato in collaborazione con il compositore di musica da film Pasquale Catalano e basato sulla sua musica della serie tv Romanzo criminale - La serie[78]
- 2015 - The God Below - Musica dello spot tv internazionale Cinquanta Sfumature di Giallo del film d'animazione Minions.[59]
- 2017 - Spartacus.
- 2017 - Spiders of Gomorrah - Musica del trailer della serie Netflix Godless.[65]